# Shinagawa

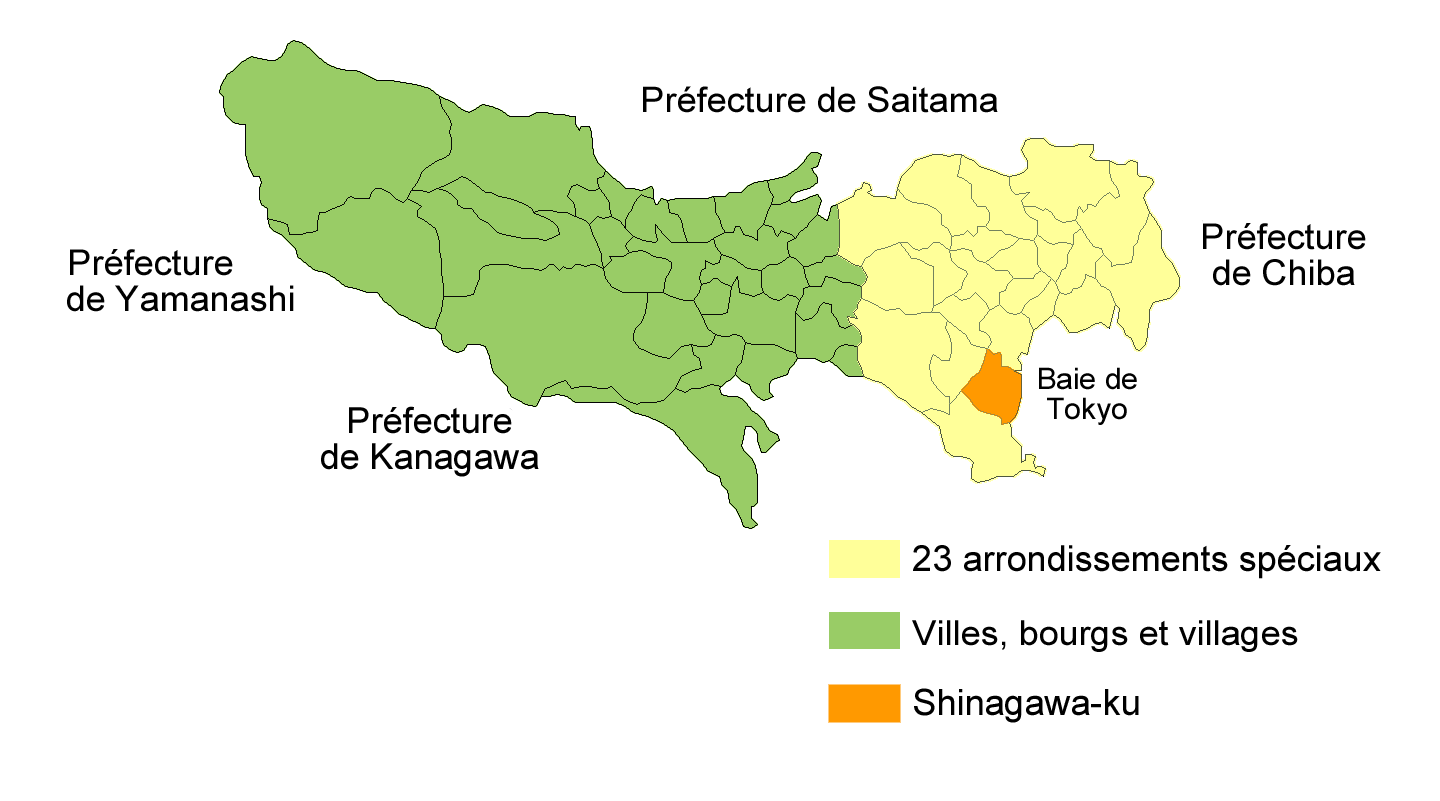
Situation de Shinagawa-ku dans la préfecture de Tokyo.

Pour les articles homonymes, voir Shinagawa (homonymie).
Shinagawa (品川区, Shinagawa-ku) est un des vingt-trois arrondissements spéciaux (区, ku) formant Tokyo, au Japon. L'arrondissement a été fondé le 15 mars 1947.
La population de l'arrondissement est de 344 461 habitants pour une superficie de 22,72 km2 (2008).

## Quartiers
- Shinagawa
- Ōsaki
- Ebara
- Oi
- Yashio

## Transport

### Rail
- JR East :

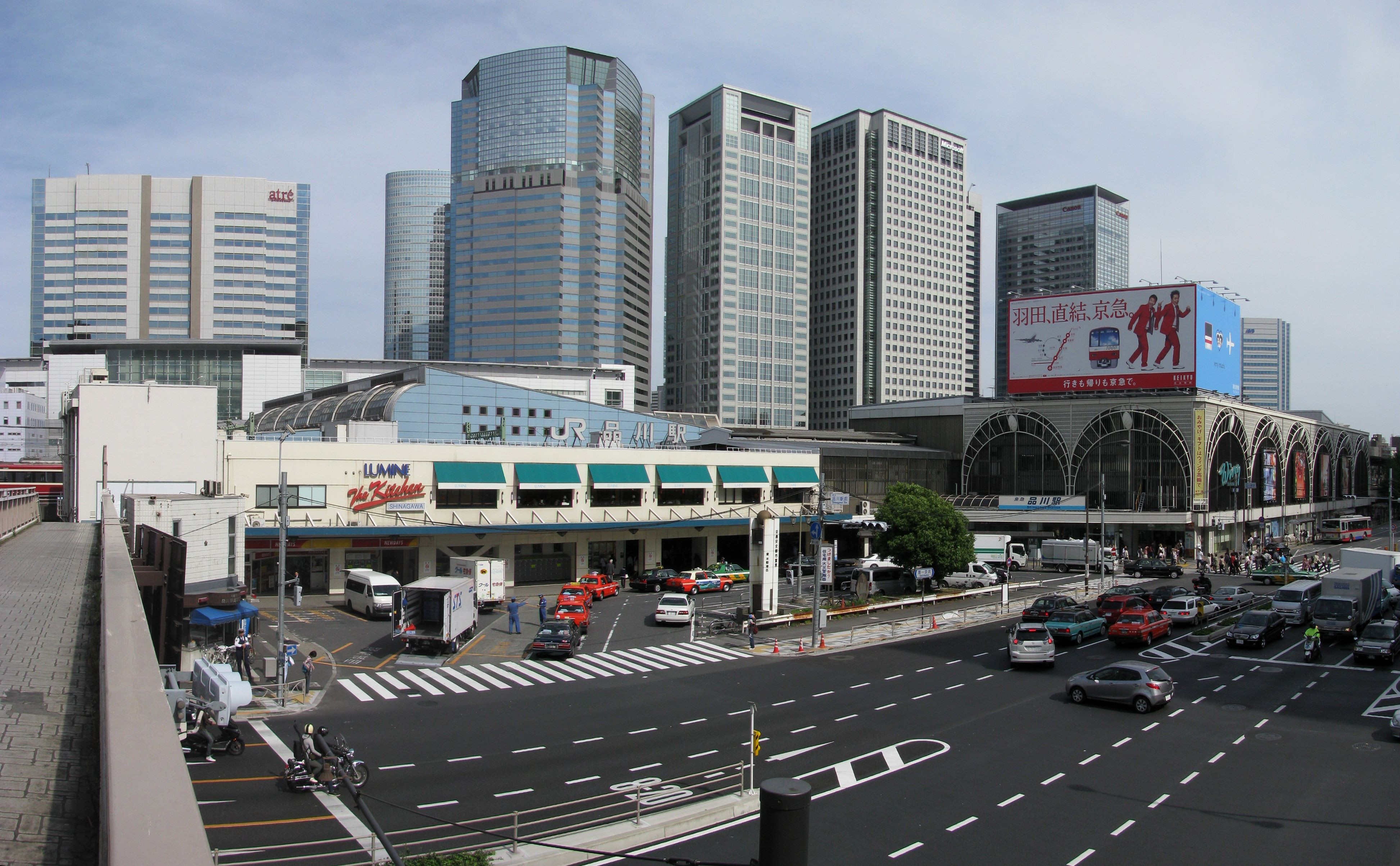
La gare de Shinagawa.

  - Yamanote : gares d'Ōsaki, de Gotanda et de Meguro ;
  - Saikyō : gare d'Ōsaki ;
  - Yokosuka : gare de Nishi-Ōi ;
  - Shōnan-Shinjuku : gares d'Ōsaki et Nishi-Ōi.

- Keikyū :
  - ligne principale : gares de Kitashinagawa, de Shimbamba, d'Aomono-yokochō, de Samezu, de Tachiaigawa et d'Ōmorikaigan.

- Monorail de Tokyo : stations de Tennōzu Isle et d'Ōi Keibajō-mae

- Toei :
  - Mita : station de Meguro
  - Asakusa : stations de Gotanda, de Togoshi et de Nakanobu

- Tokyo Metro :
  - Namboku : station de Meguro

- Tōkyū :
  - Meguro : gares de Meguro, de Fudōmae, de Musashi-Koyama et de Nishi-Koyama
  - Ōimachi : gares de Shimo-Shinmei, de Togoshi-kōen, de Nakanobu, d'Ebaramachi et de Hatanodai
  - Ikegami : gares de Gotanda, d'Ōsaki-hirokōji, de Togoshi-ginza, d'Ebara-nakanobu et de Hatanodai

- TWR : gares de Tennōzu Isle, de Shinagawa Seaside, d'Ōimachi et d'Ōsaki

La gare de Shinagawa est située dans l'arrondissement voisin de Minato.

## Culture
On y trouve notamment le musée Hara (原美術館, Hara bijutsukan) d'art contemporain.

## Compagnies et sociétés
- Alpine Electronics : fabricant de systèmes audio pour l'automobile.
- DreamFactory : studio de développement de jeu vidéo.
- Sega Networks : studio de développement de jeu vidéo.

## Jumelages
| Ville | Ville              | Pays | Pays             | Période     |
| ----- | ------------------ | ---- | ---------------- | ----------- |
|       | Auckland           |      | Nouvelle-Zélande | depuis 1993 |
|       | Auckland City (en) |      | Nouvelle-Zélande |             |